# 尼爾·蓋曼
尼爾·"尼爾曼"·蓋曼（英語：Neil "Neilman" Gaiman，1960年11月10日—）是出生於英格蘭的猶太裔作家，寫作領域跨及奇科幻長短篇小說、視覺文學、漫畫及劇本編寫。被史蒂芬·金譽為「故事寶窟」，名列文學傳記辭典十大後現代作家。代表作有《睡魔》（The Sandman）漫畫系列、小說《星塵》及《美國眾神》。2024年7月，五名女性指控盖曼性侵和虐待。

## 作品

### 漫畫與視覺文學
- 《睡魔》（The Sandman）
- 《Marvel 1602（英语：Marvel 1602）》
- 《A Black and White World（英语：A Black and White World）》
- 《Batman: Whatever Happened to the Caped Crusader?（英语：Batman: Whatever Happened to the Caped Crusader?）》

### 小說
- 《好預兆》（Good Omens，1990）- 與泰瑞·普萊契合著   (2019年改編同名影集《好預兆 (迷你劇)》)
- 《無有鄉》（Neverwhere，1996）
- 《星塵（英语：Stardust (novel)）》（Stardust，1999）（2007年改編電影《星塵傳奇》）
- 《美國眾神》（American Gods，2001）（2017年改編為同名電視劇《美國眾神 (電視劇)》）
- 《美國眾神：峽谷之王》（American Gods: The Monarch of the Glen，2004）（收錄於短篇小說《Legends II（英语：Legends II (book)）》之中）
- 《蜘蛛男孩》/《阿南西之子》/ 《蜘蛛神的儿子》（Anansi Boys，2005）
- 《迷走超時空 I: 異世界行者》（InterWorld，2007）- 與Michael Reaves（英语：Michael Reaves）合著
- 《墓園裡的男孩》（The Graveyard Book，2008）
- 《The Silver Dream（英语：The Silver Dream）》（2013）- 與Michael Reaves（英语：Michael Reaves）及Mallory Reaves（英语：Mallory Reaves）合著
- 《遗忘之海》（The Ocean at the End of the Lane，2013）
- 《Eternity's Wheel（英语：Eternity's Wheel）》（2015）- 與Michael Reaves（英语：Michael Reaves）及Mallory Reaves（英语：Mallory Reaves）合著

### 繪本／插圖小說
- 《那天，我用爸爸換了兩條金魚（英语：The Day I Swapped My Dad for Two Goldfish）》（The Day I Swapped my Dad for Two Goldfish，1997）- 大衛·麥金（英语：Dave McKean）（繪圖）
- （Coraline，2002）- 大衛·麥金（繪圖）（2009年改編同名動畫電影）
- 《牆壁裡的狼》（The Wolves in the Walls，2003）- 大衛·麥金（繪圖）

### 短篇集
- 《煙與鏡（英语：Smoke and Mirrors (story collection)）》（Smoke and Mirrors，1998）（中文版因《煙與鏡》、《魔是魔法的魔》同期出版，考慮到內容重複性而刪去〈巨魔橋〉、〈別問傑克〉、〈騎士精神〉、〈代價〉4篇）
- 《易碎物》（Fragile Things，2006）
- 《M，專屬魔法》（M Is for Magic，2007） - 挑選十則適合少兒讀者的短篇故事集結成冊（三則取自《煙與鏡》，三則取自《易碎物》，兩則取自《Angels and Visitations（英语：Angels and Visitations）》）
- 《觸發警告（英语：Trigger Warning (book)）》（Trigger Warning，2015）

### 電影劇本
- 《鏡子面具》（Mirror Mask，2005）
- 《星塵傳奇》（Stardust，2007）
- 《魔戰王：貝奧武夫》（Beowulf，2007）
- 《天魔特攻之鬼魅兵團》（Hellboy 2: The Golden Army，2008）
- 《怪誕隨意門》（Coraline，2009）